# コントロール・リスクス
コントロール・リスクス（英語: Control Risks）は、イギリス・ロンドンに本社を置く国際的なリスクコンサルティング会社。1975年に設立され、地政学リスク、危機管理（誘拐・身代金交渉を含む）、サイバーセキュリティ、コンプライアンス、デューデリジェンス、インテリジェンスなどの分野で、グローバルに助言サービスを提供している。
従業員数は非公開。同社は、創業当初より元SAS隊員やSpecial Branch（警察の諜報部門）出身者を含む軍・治安背景を持つ専門家を多数採用し、民間における安全保障・情報・危機対応の知見を体制に取り入れている。

## 沿革
コントロール・リスクスは1975年、ロンドンにて保険業界向けの専門アドバイザーとして設立された。当初は保険仲介業者Hogg Robinsonの子会社であり、誘拐や身代金支払いに関連するリスクの管理支援を目的としていた。その後、危機管理や有事対応の専門人材、政治・安全保障リスクを分析するアナリストが加わり、業務領域が拡大した。1982年には経営陣によるマネジメント・バイアウト（MBO）を経て独立企業となった。

## 主な活動
- 1990年代には、誘拐・身代金交渉支援の分野において国際的な存在感を示し、例えば英国紙『インデペンデント』は1998年の記事で、同社をこの分野で知られる主要企業の一つとして紹介している[4]。

- 1986年に発生した三井物産マニラ支店長誘拐事件において、現地での交渉支援や危機管理対応に関与したとされる。この事例は、元内閣安全保障室長・佐々淳行による著書『決断するペシミスト』で言及されている[5]

- 地政学リスク分析や海外進出企業向けの安全支援活動、有事の場合の社員の退避に関わる意思決定の方法をまとめたマニュアルの準備、事業継続の可否や社員の退避の判断を可能にする体制づくりを助言をしていることなどが、日本経済新聞[6] [7]やリスク対策.com[8]などの媒体でも紹介されている。

- コントロール・リスクスは、オクスフォード・エコノミクス社と共に 毎年「Africa Risk‑Reward Index」 を発表しており、これはアフリカにおける投資機会とリスクを評価する代表的な指数である。[9][10]。

- コントロール・リスクスは、毎年リスク予測レポート 「リスクマップ（RiskMap）」（例：RiskMap2025）を発表し、グローバルおよび地域別の主要リスクをマップ形式で可視化し、企業や投資家にリスク対応を促している[11][12][13]。

## 提携関係・関連会社
コントロール・リスクスは、人工知能（AI）によるリスクモニタリングのSaaSソリューションを展開するジオスパーク・アナリティクス（本社：米国）との共同出資により、2022年8月に米国バージニア州に本社を置く株式会社Seeristを設立。専門家による脅威分析とAIによるリアルタイム分析を組み合わせたリスク・脅威インテリジェンスサービスを、オンライン・プラットフォームを通じて提供している。

Seeristは、2023年にアメリカ特殊作戦軍（USSOCOM）と提携し、AIおよび機械学習技術を活用した特別作戦支援能力の強化に関する契約を締結している。

## 日本法人
日本法人は「コントロール・リスクス・グループ株式会社」として2001年4月2日に設立され、東京都港区に拠点を置いている。日本企業に対して、海外における危機対応や事業継続計画（BCP）、地政学リスクの評価、ガバナンスやコンプライアンス体制の強化、人権デュー・ディリジェンス対応などの支援を行っている。
1991年から2007年まで、山崎正晴が英国本社の日本支社長を務めていた。山崎は後年のインタビューで、自身を「日本発の危機管理コンサルタント」であると述べている。
2021年12月より、岡部貴士がコントロール・リスクス・グループ株式会社の代表取締役を務めている。

## 文化的影響
小学館のビッグコミックオリジナルに連載されていた漫画作品『MASTERキートン』（小学館）の第4巻「身代金のルール」には、誘拐交渉人（キッドナップ・ネゴシエイター）として「コントロール・リスクス社」が登場する。
また、映画『プルーフ・オブ・ライフ』（2000年）では、誘拐・身代金交渉を専門とするコンサルティング企業が登場するが、そのモデルの一つとしてコントロール・リスクスが参考にされた。また、実際、同社は映画の撮影に際して安全確保やキャラクター設定に関するアドバイスを行っていた。